# 水生昆蟲

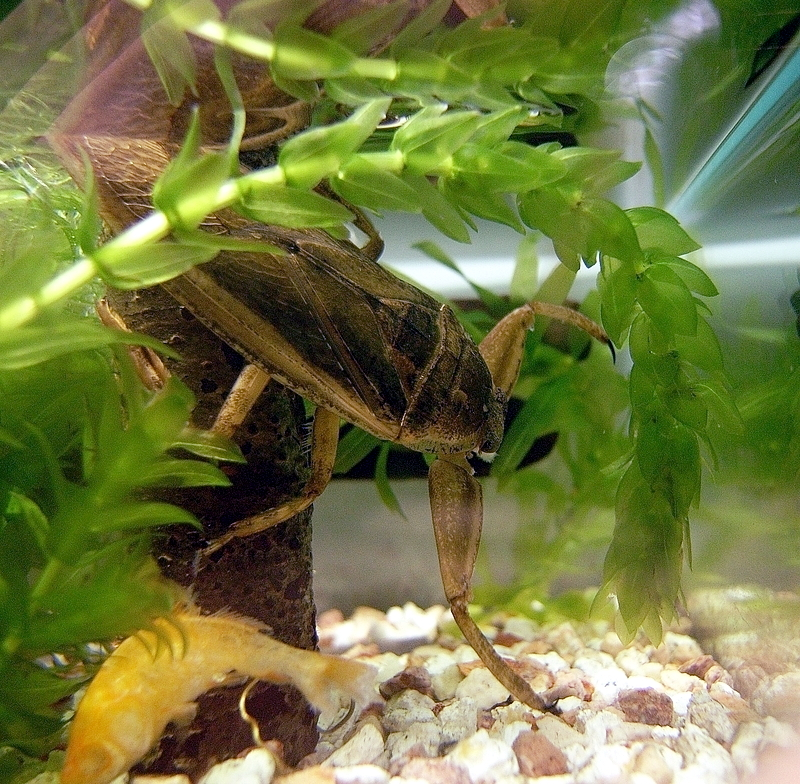
田鱉

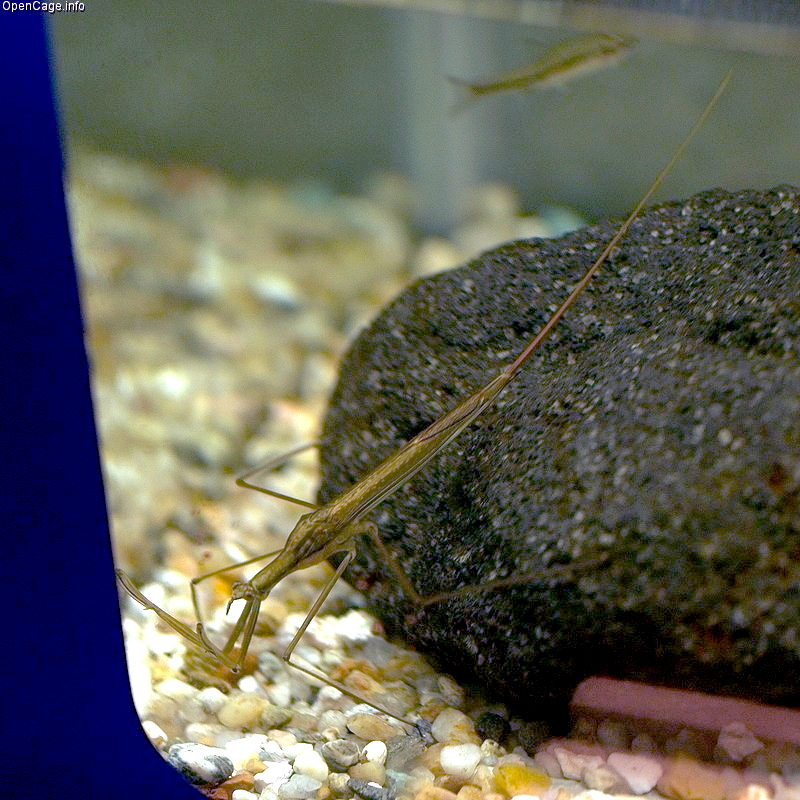
水螳螂

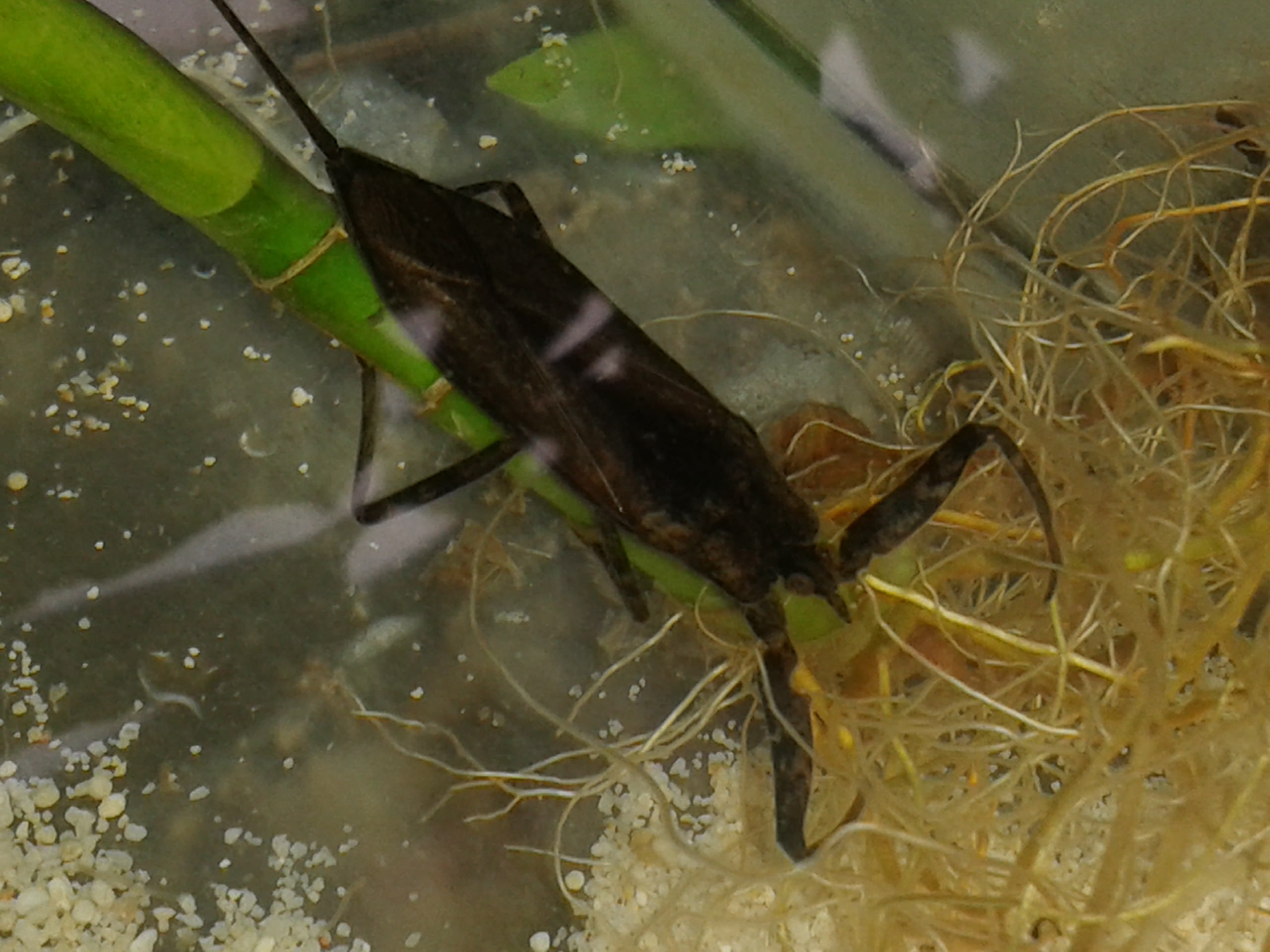
紅娘華

水生昆蟲俗稱「水蟲」，指的是在其生活史中的一个或多个阶段生活在水中的昆虫。大部分生活在淡水中，少部分生活在海洋中。约有12个目近10万种昆虫在淡水中度过一个或多个生命阶段，可分为纯水生和半水生两大类。其中蜉蝣目、襀翅目與毛翅目昆蟲對水質敏感，常用於水質生物監測。
按傳統的昆蟲分類系統，有翅亞綱的昆蟲可分為外翅部和內翅部。外翅部的水生類群有蜉蝣目、蜻蜓目、直翅目（蚤螻科）、襀翅目和半翅目（劃蝽科、仰蝽科、黽蝽科、蠍蝽科等）； 內翅部的水生類群則包含膜翅目（潛水姬蜂科）、廣翅目、脈翅目（水蛉科）、鞘翅目（龍蝨科、豉甲科、兩棲甲科等）、雙翅目（蚊科、搖蚊科、蚋科等）、長翅目、毛翅目和鱗翅目（水螟亞科）。而無翅亞綱中僅彈尾目的部分物種為水生昆蟲，且現行的分類系統中彈尾目已不屬於昆蟲綱。
水生昆虫主要在幼虫时期取食，成虫较少取食或不取食。

## 參看
- 海洋昆蟲（Marine insects）